# Białebłoto-Stara Wieś

Białebłoto-Stara Wieś  (prononciation : [bjawɛˈbwɔtɔ ˈstara ˈvjɛɕ]) est un village polonais de la gmina de Brańszczyk dans le powiat de Wyszków de la voïvodie de Mazovie dans le centre-est de la Pologne.
Le village possède une population de 258 habitants en 2011.

## Histoire
De 1975 à 1998, il faisait partie du territoire de la Voïvodie d'Ostrołęka